# Maya Goded
Maya Goded (Mexico-Stad, 1967) is een Mexicaanse fotografe. Sinds 2002 is ze genomineerd voor het lidmaatschap van het gerenommeerde fotoagentschap Magnum Photos.
Goded won in 2001 de prestigieuze W. Eugene Smith Fund Award voor The Neighborhood of Solitude: Prostitutes of Mexico City, dat de prostituees documenteert van La Merced, een markt in haar thuisstad Mexico-Stad. Ze werkte vijf jaar aan het project. Goded wilde het langs die weg over vrouwen hebben: over ongelijkheid, aanranding, over lichaam en seks, over moederschap, kindertijd en ouderdom, over geloof, liefde en liefdeloosheid.

## Prijzen
- 2010 - Prins Claus Prijs van het Prins Claus Fonds
- 2004 - System Nacional de Creators
- 2003 - Guggenheim Fellowship
- 2001 - W. Eugene Smith Fund Award
- 2000 - Fotopres '01 - La Caixa Foundation
- 1996 - Masterclass, World Press Photo
- 1994 - Eerste prijs, Popular University of Munich
- 1993 - Mother Jones Foundation, Eerste prijs

## Tentoonstellingen
- 2006 - Plaza de la Soledad - Museo del Palacio de Bellas Artes, Mexico City, Mexico
- 2005 - The Neighborhood of Solitude: Prostitutes of Mexico City - NYU’s King Juan Carlos I of Spain Center, New York, USA
- 1997 - Barrio de la Soledad - Museo Nacional Centro de Arte Reina Sofia, Madrid, Spain

## Boeken
- 2006 - Plaza de la Soledad (Lunwerk, Spanje)
- 1994 - Tierra Negra (Culturas Populares - Editorial Luzbel, Mexico)